# مالتینا
مالتینا (به صربی: Maletina) یک منطقهٔ مسکونی در صربستان است که در ناحیه نیشاوا واقع شده‌است. مالتینا ۱۸۸ نفر جمعیت دارد.